# Herbert Ewe
Pour les articles homonymes, voir Ewe.
Herbert Ewe, né le 20 juillet 1921 à Wilhelmsdorf bei Pölitz et mort le 3 avril 2006 à Stralsund, est un historien et un archiviste  allemand. De 1952 à 1986 il a dirigé les Archives municipales de Stralsund.

## Écrits (sélection)
- Stralsund. Ein Führer durch die Werftstadt, 1953
- Stralsund und seine Umgebung, 1955
- Stralsund, 1962
- Rügen, 1968 (2e éd.), avec Hans Oehler
- Stralsund, 1972 (2e éd.)
- Schätze einer Ostseestadt, 1974 (3e éd.)
- Historische Ansichten vorpommerscher Städte, 1979
- Geschichte der Stadt Stralsund, 1984.
- Stralsund, 1987
- Das alte Stralsund. Kulturgeschichte einer Ostseestadt, 1995 (2e éd.)
- Bedeutende Persönlichkeiten Vorpommerns, 2001